# Nelophia compsa
Nelophia compsa là một loài tò vò trong họ Ichneumonidae.